# John H. Hall
Pour les articles homonymes, voir Hall et John Hall (homonymie).
John Hancock Hall (4 janvier 1781 - 26 février 1841) est l'inventeur du fusil à chargement par la culasse M1819 Hall (en) et un innovateur dans la production en série. 

## Jeunesse
Hall est né en 1781 à Portland, dans le Maine. Il travailla dans la tannerie de son père jusqu'à la création de son propre atelier de menuiserie et de construction de bateaux en 1810, où il bricole avec des armes à feu pendant ses temps libres. Il s'était intéressé aux armes à feu pendant le service militaire et s'était concentré sur l'accélération du chargement. 

## Carrière
Le 21 mai 1811, Hall a breveté un fusil à chargement par la culasse, à culasse unique, en association avec l'architecte de Washington, William Thornton. Il a commencé à fabriquer ses nouveaux fusils au rythme de 50 par an jusqu'à ce que le Corps de l'ordonnance de l'armée américaine commande 200 fusils en décembre 1814. Il a malheureusement refusé le contrat car il était incapable de respecter le délai de livraison fixé à 1815 par l'armée. Hall identifia les pièces individuellement ajustées comme étant le facteur qui ralentissait la production de fusil et adapta sa conception de chargement de la culasse au «principe d'uniformité», connu sous le nom de pièces interchangeables. Hall proposa le concept de pièces interchangeables à l'armée en juin 1816 et remporta un contrat portant sur 1 000 fusils Hall du "Modèle de 1819" du Département de la guerre, dont les pièces interchangeables constituaient la principale condition. Pour ce faire, Hall a passé plus de cinq ans (et 150 000 dollars de fonds publics) à Harpers Ferry Armory, où il a occupé une ancienne scierie sur une petite île de la rivière Shenandoah appelée Virginius Island. 

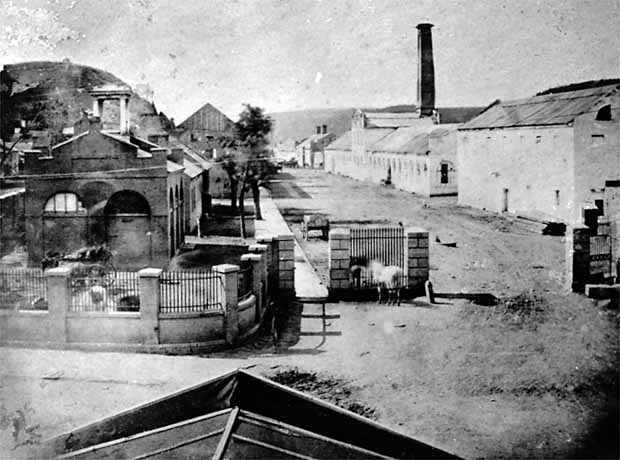
Armurerie militaire Harpers Ferry en 1862.

Les méthodes de Hall étaient nouvelles pour l'époque. Hall a transféré l'énergie hydraulique à travers un système de courroies et de poulies en cuir afin d'alimenter ses machines avec une allure inhabituelle, supérieure à 3 000 tours par minute avec efficacité, tandis que la plupart des artisans utilisaient des faucheuses et des limes. À l'instar de son contemporain Simeon North (en), Hall a commencé à utiliser la puissance du moulin pour faire fonctionner des machines-outils et réaliser les contrôles de dimensions nécessaires aux pièces interchangeables. Il utilisait des machines à couper les métaux fixées à l'aide de lames et de scies à la place des travaux lourds standard, fabriqués à partir de bâtis en fonte pour assurer l'intégrité structurelle et minimiser les vibrations des courroies de l'usine. Ces surfaces découpées à la machine étaient ensuite limées à la main pour assurer l'ajustement et l'interchangeabilité, vérifiés par un système de jaugeage conçu par Hall. 

### Fusils M1819 Hall
Le contrat de Hall pour 1 000 fusils fut achevé en 1825 . Lorsqu'un comité composé de trois personnes déployé par le département américain de la Défense pour vérifier le processus de M. Hall dans le cadre de l'exécution de son contrat de vente de fusil a rendu visite à Harpers Ferry, ses résultats, et en particulier ses machines, ils ont été enthousiasmés. Ils ont loué le « système de Hall, dans la fabrication d’armes de petit calibre, [comme] entièrement nouveau» et qui pourrait donner «les résultats les plus bénéfiques pour le pays, en particulier s’ils sont appliqués à grande échelle ». 
Un essai a été mis au point pour tester la cadence de tir des fusils à chargement par la culasse de Hall par rapport aux fusils à chargement par la bouche et aux mousquets à chargement par la bouche de l'armée. Une compagnie de 38 hommes a 10 minutes pour charger et tirer sur des cibles distantes de 100 verges. La société a enregistré 164 coups (35% des 464 coups tirés) avec des fusils à chargement par la bouche classiques et 208 coups (25% des 845 coups tirés) en comparant le chargement plus rapide, mais moins précis, émis par l'armée à 430 coups (36% des 1198 coups de feu) avec des fusils de Hall. 

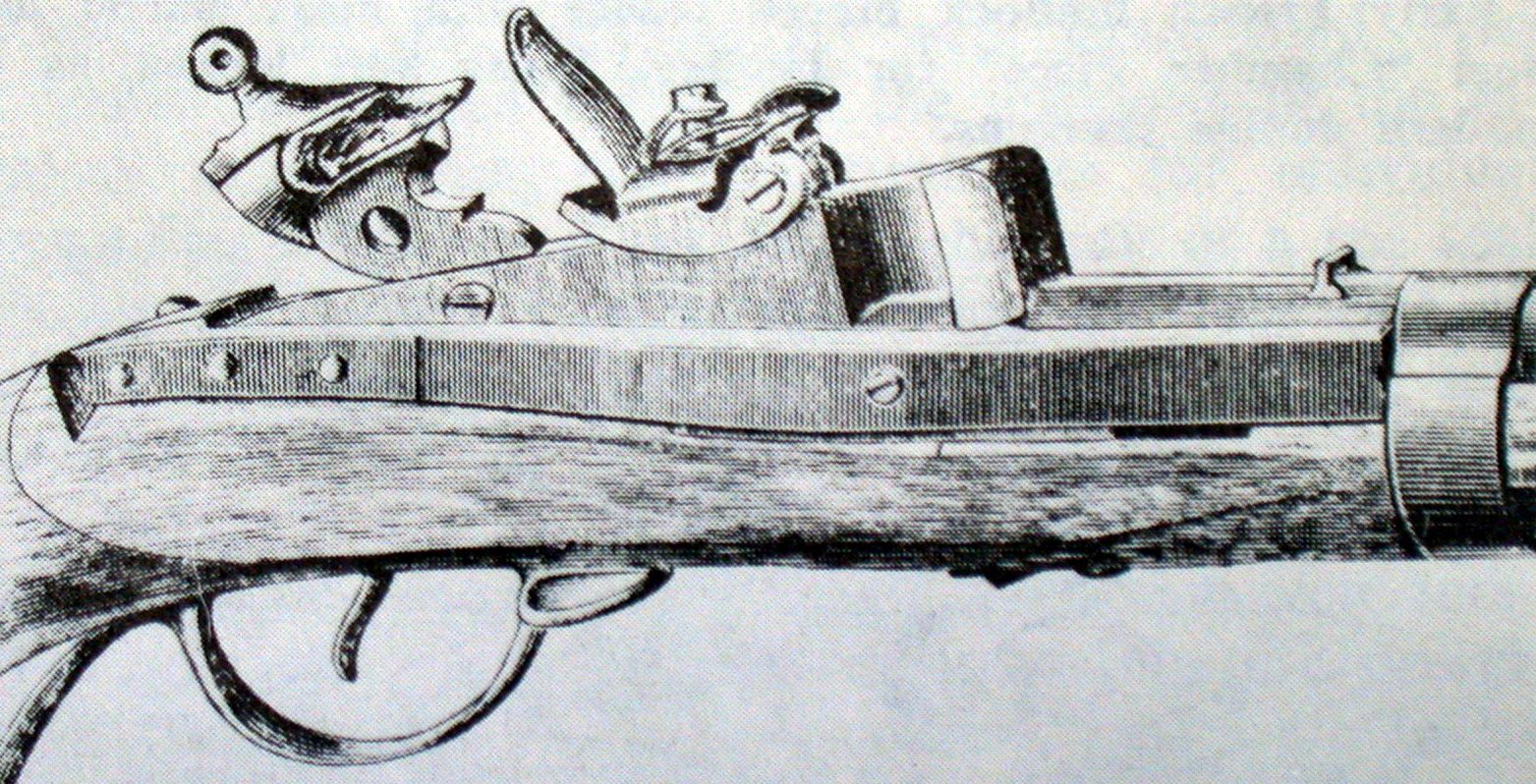
Culasse du fusil M1819 Hall.

La conception des modèles de fusil de Hall fonctionna si bien qu'elle ne subit que des modifications minimes jusqu'à la fin de la fabrication du modèle 1819 en 1853. En 1842, 23 500 fusils et 13 682 carabines Hall-North avaient été fabriqués, la plupart à Harper's Ferry, rapportant à Hall près de 40 000 $ de redevances et de droits de licence de brevet. Malgré une augmentation significative de la cadence de tir sur les fusils et les mousquets à chargement par la bouche, la conception du fusil de Hall souffrait d'une fuite de gaz autour de l'interface de la chambre amovible et de l'alésage, nécessitant une charge de poudre plus lourde produisant encore une vitesse de sortie moins importante que sa concurrente à chargement par la bouche. Aucun effort sérieux n'a été fait pour développer un joint d'étanchéité afin de réduire les pertes de gaz de la culasse. La capacité de pénétration de sa balle de calibre .52 pour le fusil ne représentait que le tiers de celle des chargeurs à la bouche et la vitesse initiale de la carabine était de 25% inférieure à celle de la carabine Jenks, bien que sa longueur de canon soit similaire et les charges de poudre de 70 grains identiques. 
Hall a travaillé à Harpers Ferry jusqu'en 1840 et mort le 26 février 1841, dans le comté de Randolph, Missouri.

## Héritage
Les machines à découper de Hall ont été conçues pour la simplicité, pour que « l'activité [était] plus nécessaire que le jugement » et que de jeunes garçons ou des « mains usuelles » pouvaient les gérer avec succès. Ils « fonctionnaient tous deux sans aucun guidage manuel, mais ils ont cessent de fonctionner une fois la pièce finie », ce qui a permis au travailleur d'en manipuler plusieurs à la fois. Hall lui-même a même affirmé qu'« un garçon à l'aide de ces machines peut effectuer plus de travail que dix hommes avec des limes, dans le même temps et avec une plus grande précision ». 
Les innovations de Hall dans la construction, les outils, les commandes, les arrêts et les gabarits constituent toutes des avancées dans le domaine du travail du fer et des machines-outils. En collaboration avec Simeon North et d'autres armuriers, Hall a contribué à l'adoption de pièces interchangeables et du système américain (en) dans son ensemble.  
Les hommes qui avaient appris les méthodes de pièces interchangeables de Hall alors qu'ils travaillaient chez Harper's Ferry ont ensuite appliqué ces méthodes à la production de chaussures, montres, horloges, vélos, vêtements, articles en caoutchouc et, plus tard, d'automobiles. Les méthodes de Hall ont transformé les États-Unis d’une économie d’artisans en une nation de production de masse industrialisée. 